# Russell Canouse
Russell Canouse (Lancaster, Pensilvania, Estados Unidos; 11 de junio de 1995) es un futbolista estadounidense. Juega de mediocampista central y su equipo actual es el D.C. United de la MLS de los Estados Unidos.

## Trayectoria

### Hoffenheim
El 12 de marzo de 2016, luego de pasar varios años con los equipos juveniles del club, Canouse hizo su debut con el TSG 1899 Hoffenheim en la 1. Bundesliga, ingresando en el segundo tiempo en un partido frente al VfL Wolfsburg.

### D.C. United
Canouse se unió al D.C. United de la MLS en agosto de 2017.

## Clubes
| Club                | País           | Año           |
| ------------------- | -------------- | ------------- |
| Hoffenheim          | Alemania       | 2013-2016     |
| VfL Bochum (Cesión) | Alemania       | 2016-2017     |
| D.C. United         | Estados Unidos | 2017-presente |

## Selección nacional

### Selecciones juveniles
Canouse ha sido un miembro regular de las selecciones inferiores de los Estados Unidos. En 2015 fue parte del equipo que clasificó a la Copa Mundial de Fútbol sub-20, siriviendo de capitán del plantel en los últimos partidos de las eliminatorias, pero no llegó a jugar el torneo final debido a una lesión que sufrió poco antes del mismo.